# Baron Calverley
Baron Calverley, of the City of Bradford in the West Riding of Yorkshire, ist ein erblicher britischer Adelstitel in der Peerage of the United Kingdom.
Der Titel wurde am 17. November 1945 dem Labour-Politiker und Unterhausabgeordneten George Muff verliehen.
Heutiger Titelinhaber ist seit 1971 dessen Enkel als 3. Baron.

## Liste der Barone Calverley (1945)
- George Muff, 1. Baron Calverley (1877–1955)
- George Muff, 2. Baron Calverley (1914–1971)
- Charles Muff, 3. Baron Calverley (* 1946)

Titelerbe (Heir apparent) ist der Sohn des aktuellen Titelinhabers, Hon. Jonathan Muff (* 1975).